# Show Me the Meaning of Being Lonely
«Show Me the Meaning of Being Lonely» (с англ. — «Покажи мне, что значит быть одиноким») — третий сингл американской группы Backstreet Boys с третьего студийного альбома «Millennium».

## Список композиций
Основной вариант
1. Show Me the Meaning of Being Lonely (Макс Мартин, Херберт Кричлоу) — 3:54
2. I’ll Be There for You (Гэри Бейкер, Тимми Аллен, Уэйн Перри) — 4:34
3. You Wrote the Book on Love (Батч Джонсон, Гэри Бейкер, Уэйн Перри) — 4:38

## Музыкальное видео
Режиссёр видео — Стюарт Гослинг. В начале клипа — Брайан Литтрелл снаружи наблюдает за тем как в реанимации доктора пытаются спасти пациента. Этим пациентом является сам Брайан. В следующем эпизоде Эй Джей Маклин смотрит на фото девушки и ему кажется, что она проходит мимо.
Тем временем Брайан выходит из здания больницы.
Кевин Ричардсон находится в комнате, где он смотрит старые видеосъемки со своим отцом.
Ник Картер идет по улицам города во время ливня. Хауи Дороу в баре видит призрак молодой девушки, который исчезает также быстро как и появился.
В финале пятеро парней появляются вместе на фоне ночного города.
В клипе каждый из ребят как бы переживает то, что с каждым из них произошло. В частности, у Кевина умер отец, сестра Хауи умерла от волчанки в 1998 году, а Брайан страдал от порока сердца, который был исправлен с помощью операции.

## Чарты
| Страна                           | Максимальная позиция |
| -------------------------------- | -------------------- |
| Австралия                        | 19                   |
| Австрия                          | 8                    |
| Бельгия                          | 4                    |
| Дания                            | 2                    |
| Финляндия                        | 3                    |
| Германия                         | 3                    |
| Ирландия                         | 5                    |
| Новая Зеландия                   | 2                    |
| Норвегия                         | 3                    |
| Швеция                           | 2                    |
| Швейцария                        | 2                    |
| Великобритания                   | 3                    |
| США, Billboard Hot 100           | 6                    |
| США, Billboard Top 40 Mainstream | 1                    |